# 沼澤魢
沼澤魢（學名：Girella elevata）又稱沼澤瓜子鱲，為輻鰭魚綱日鱸目魢科魢屬的其中一個種，傳統上歸類於鱸形目鿳科魢亚科。

## 分布
本魚分布於西南太平洋的澳洲及紐西蘭海域，棲息深度可達20公尺。

## 特徵
本魚體呈橢圓形，背鰭硬棘14-16枚；背鰭軟條11-12枚；臀鰭硬棘3枚；臀鰭軟條11-12枚，體長可達62公分。

## 習性
本魚棲息在岩石底質海域或港灣，成群活動，屬草食性，以海草為食。

## 擴展閱讀
維基物種上的相關：沼澤魢